# Ljubljanas universitet
Ljubljanas universitet (slovenska: Univerza v Ljubljani) är ett universitet i Ljubljana. Det är Sloveniens äldsta och största universitet, och med sina över 60 000 studenter ett av Europas största universitet.
Lärosätet grundades 1919, efter flera decenniers strävanden bland akademiker för att få ett grundade till stånd. Det nygrundade universitetet hade fem fakulteter (juridik, filosofi, teknologi, teologi och medicin), alla belägna i huvudbyggnaden på Kongresstorget i centrala Ljubljana. Per år 2010 har universitetet 23 fakulteter och tre akademier, belägna på en rad olika platser i staden.
Det rankas som ett av de 601–800 främsta lärosätena i världen i Times Higher Educations ranking av världens främsta lärosäten 2018.
Bland alumner finns bland andra USA:s första dam Melania Trump, som under slutet av 1980-talet studerade arkitektur vid lärosätet.